# Acció de la Fuensanta
L'acció de la Fuensanta fou un combat dut a terme el 12 de novembre de 1810 durant la guerra del francès, entre les tropes de Pedro Villacampa i les del general Józef Chlopicki al Santuari de la Fuensanta de Villel.

## Antecedents
El 13 d'octubre, el general Luis Alejandro de Bassecourt, al capdavant de 500 cavalls i 7.000 infants valencians, va ocupar Vinaròs amb el propòsit de socórrer Tortosa, que estava sent assetjada. El general Louis Gabriel Suchet va marxar el 15 d'octubre a Ulldecona amb 2.500 granaders i Bassecourt es va retirar fins a Peníscola.
La junta de València, amb ganes d'aprofitar que Suchet estava compromès en el setge de Tortosa, havia reunit un cos de 8.000 homes sota el comandament dels generals Pedro Villacampa i José María de Carvajal, per fer un moviment de diversió cap a Saragossa. A finals d'octubre Villacampa va ocupar Terol i va rebre els reforços del batalló de caçadors de José de Palafox y Melci.
El general Suchet va ordenar al general Józef Chlopicki dirigir-se a Terol amb set batallons. Els espanyols, sabedors de l'aproximació de la columna de Józef Chlopicki, que estava a Montalban,
es van veure obligats a abandonar la ciutat, on Chlopicki va arribar la nit del 30 d'octubre fent presoners a un coronel, tres oficials i cent soldats. Carvajal havia marxat feia dues hores, amb una columna d'artilleria, i el general Chlopicki va reprendre la seva persecució a la mitjanit i capturant-la a Alventosa l'endemà, mentre Villacampa es va replegar a Villel.
L'1 de novembre de 1810, uns 3.000 homes a les ordres del general François Roguet entrava a Molina de Aragón, des d'on Pedro Villacampa comandava el batalló de Molina, format per uns 600 homes,
i cremava la vila, que havia estat abandonada, en la que es van trobar en els tallers, nombroses armes inacabades. Creient que els guerrillers, encalçats també des del País Basc i Navarra es refugiaven a les muntanyes de la província de Sòria, s'hi va dirigir.

## Batalla
L'11 de novembre de 1810 el general polonès Józef Chlopicki va donar el senyal d'atac sota el foc enemic, que estava comandat per Pedro Villacampa i fortament disposat al voltant del Santuari de la Fuensanta, en una zona de difícil accés amb uns 3.000 homes, la major part de la seva divisió i els 400 homes del batalló de caçadors de José de Palafox y Melci.
Un batalló de granaders del Vístula i dos batallons del 121 regiment d'infanteria va marxar a la batalla i els passos, mentre que el coronel Kosinowski, amb el 1r regiment de fusellers, es disposava als flancs. Una columna espanyola de va arribar a amenaçar a l'esquerra del general Chlopicki, que va reaccionar immediatament i fou rebutjada.
El coronel Milet, ferit dues vegades, al cap de la 121 es va precipitar sobre l'enemic, i el comandant del batalló Fondeleski va fer el mateix a la dreta, de manera que les posicions dels espanyols van ser reduïdes i eliminades una per una, i després de dues hores de sagnants combats, els espanyols, trencats en tots els punts, van fugir en desordre en direcció al pont de Libros, que es va trencar sota el pes dels fugitius.

## Conseqüències
Finalment, els espanyols es van retirar, havent patit 21 morts i 94 ferits i els francesos van saquejar el santuari. La fatiga dels francesos va fer aturar la persecució, que l'endemà va començar a El Cuervo, però la dispersió era tan completa que la majoria dels oficials espanyols que van ser fets presoners havien estat abandonats pels seus soldats, que van dirigir-se a Castella.